# Кетеван Андронікашвілі
Кетеван Андронікашвілі (груз. ქეთევან ანდრონიკაშვილი; нар. 1754 — пом. 3 червня 1782) — грузинська княгиня і перша дружина майбутнього царя Грузії Георгія XII. Вона відома перемогою грузинської кавалерії під її особистим командуванням над лезгинскими горцями в 1778 році.

## Біографія
Княгиня Кетеван народилася в сім'ї Андронікашвілі, одному з найвпливовіших родів східно-грузинського Кахетинського царства, який стверджував про своє походження від візантійської династії Комнінів. Її батько, князь Папуна Андронікашвілі, був царським керуючим моурави району Кизики. Особистість її матері невідома. У неї було три брати: Мелкіседек, Ієзе та Реваз.
Княгиня Кетеван вийшла заміж за Георгія, старшого сина царя Грузії Іраклія II і очевидного спадкоємця престолу Картлі-Кахетинського царства в 1766 році. Цей шлюб допомагав клану Андронікашвілі, особливо братові Кетеван Ревазу, просувати свої інтереси при царському дворі.
Андронікашвілі протистояла фракція, якою опікувалася дружина Іраклія II Дареджан Дадіані. До 1780 році партії Дареджан вдалося зменшити вплив Андронікашвілі, переконавши Іраклія зняти Реваза Андронікашвілі з посади моураві Кизики. Багато років згодом, в 1795 році, князь Реваз завадив кизикським військам прийти на допомогу обложеному цареві Іраклію, який відчайдушно боровся з персами в його столиці Тбілісі.
24-річна Кетеван здобула славу і повагу в жовтні 1778 року за свою роль у битві при Гартіскарі, епізоді давнього конфлікту між грузинами і лезгинами. Наткнувшись на грабувала околиці групу з приблизно 500 лезгинська горян по дорозі до Тбілісі, Кетеван особисто повела свою свиту із 300 кавалеристів у бій і здобула перемогу. Дізнавшись про це, Іраклій II зустрів свою невістку з усіма військовими почестями на в'їзді в Тбілісі.
Кетеван Андронікашвілі померла у віці 28 років у Тбілісі в 1782 році в результаті ускладнень від її останніх пологів і була похована в монастирі Давид-Гареджа. Через рік Георгій одружився з княгинею Маріам Ціцішвілі.

## Діти
За 16 років шлюбу з Георгієм Кетеван народила 12 дітей:
1. Царевич Давид (1 липня 1767 — 25 травня 1819), царевич-регент Грузії (1800—1801).
2. Царевич Іоанэе (16 травня 1768 — 15 лютого 1819), вчений і письменник.
3. Царівна Вараара (1769 або 1770—1801), вийшла заміж за царевича Симон-Зосиму Андронікашвілі в 1784 році і народила трьох дітей.
4. Царевич Луарсаб (1771 — до 1798), помер в юності.
5. Царівна Софія (1771 — 28 вересня 1840)
6. Царівна Ніно (15 квітня 1772 — 30 травня 1847), дружина Григорія Дадіані, можновладного князя Мінгрелії та регентша після його смерті (1804—1806).
7. Царівна Саломе (бл. 1773 — 3 січня 1777)[6]
8. Царевич Баграт (8 травня 1776 — 8 травня 1841), письменник, сенатор Російської імперії.
9. Царівна Ріпсіме (1779 — 27 травня 1847)
10. Царевич Соломон (1780 — до 1798), помер в юності.
11. Царівна Гаяна (27 вересня 1780 — 22 липня 1820), дружина Георгія, герцога Ксанського, з 1794 року
12. Царевич Теймураз (23 квітня 1782 — 25 жовтня 1846), історик.